# Aliza
Az Aliza női név az Aliz több nyelvben is létező alakváltozata.

## Rokon nevek
Adelheid, Alexa, Alexandra, Alexandrin, Alexandrina, Alica, Alicia, Alícia,  Alisa, Aliz, Alíz, Alízia

## Gyakorisága
Az újszülötteknek adott nevek körében az 1990-es években szórványosan fordult elő. A 2000-es és a 2010-es években sem szerepelt a 100 leggyakrabban adott női név között.
A teljes népességre vonatkozóan az Aliza sem a 2000-es, sem a 2010-es években nem szerepelt a 100 leggyakrabban viselt női név között.

## Névnapok
június 29., augusztus 24.